# Evgenij Kalešin
Evgenij Igorevič Kalešin (in russo Евгений Игоревич Калешин?; Majkop, 20 giugno 1978) è un allenatore di calcio ed ex calciatore russo, di ruolo difensore, tecnico dell'Alanija Vladikavkaz.

## Biografia
È il fratello di Vitalij Kalešin, anch'egli calciatore.